# Nünchritz
Nünchritz je obec v německé spolkové zemi Sasko. Nachází se v zemském okrese Míšeň a má přibližně 5 400 obyvatel.

## Historie
První písemná zmínka o vesnici pochází z roku 1312, kdy je uváděna jako Ninchariz. V roce 1973 byla k Nünchritz připojena do té doby samostatná obec Grödel a Zschaiten, roku 1994 Weißig a v roce 2003 Diesbar-Seußlitz.

## Přírodní poměry
Nünchritz leží mezi velkými okresními městy Riesa a Großenhain v zemském okrese Míšeň na pravém břehu řeky Labe, které je zároveň jižní a západní hranicí území obce. Krajina je převážně zemědělsky využívána, v labském údolí se nachází četné vinice. U místní části Grödel začíná na řece Labi vodní kanál Elsterwerda-Grödel-Floßkanal. Obcí prochází železniční trať Lipsko–Drážďany, na které leží zastávka Nünchritz.

## Správní členění
Nünchritz se dělí na 11 místních částí:
- Diesbar-Seußlitz
- Goltzscha
- Grödel
- Leckwitz
- Merschwitz
- Naundörfchen
- Neuseußlitz
- Nünchritz
- Roda
- Weißig
- Zschaiten

## Pamětihodnosti
- barokní zámek Seußlitz se zámeckým parkem
- kostely v Zschaiten a Merschwitz
- most přes vodní kanál z poloviny 18. století
- věžový jeřáb v Merschwitz z roku 1921